# Bandera de Sant Jaume de Llierca
La bandera oficial de Sant Jaume de Llierca té la següent descripció:
Bandera apaïsada, de proporcions dos d'alt per tres de llarg, groga, amb una faixa ondada de mitja, tres i mitja crestes blau clara, de gruix 2/9 de l'alçària del drap, al centre, i amb dos pals juxtaposats, cadascun de gruix 5/54 de la llargària del mateix drap, el primer, negre, i el segon, ataronjat, sobreposat a la faixa i a 7/27 de la vora de l'asta.
Va ser aprovada el 14 de setembre de 2005 i publicada en el DOGC el 29 de setembre del mateix any amb el número 4479.